# Шишање
Шишање јесте радња коју обавља фризер, бријач (познат и као брица). Постоје разни стилови шишања као и разни стилови косе. Шишање може да се обавља маказама, машином за шишање и бритвом која се и дан данас користи за уређивање брада и бркова као и зулуфа. Бритва се употребљавала најчешће у 19. веку као и у ратовима због лаке преносивости и мале величине. Данас је то саставни део швајцарског ножа и швајцарске армије. Верује се и да су се људи у старо римско доба шишали мачем или спаљивали уз помоћ содијум-бикарбоната.
Берберница је била позната дуж 20. века и обично би људи тамо разговарали о политици и култури. Стилови косе су познати од самих почетака, пак фризура Марије Антоанете је била један од узрока револуције и ако је ту било још утицаја. Током 50-их година 20. века популарно су се носиле фризуре разних певача и глумаца попут Елвиса Преслија.
Жене углавном се не шишају али неколицина жена носи кратку фризуру, али код жена се углавном користе увијачи за косу. Шишање је повезано са религијом, већински део тибетских монаха је ошишано због будизма као и покрети вашинизма и покрета Харе Кришна и чак помало у хиндуизму. Перике су се највише користиле у 18. и 19. веку на дворовима али данас се користе за људе који немају косу. Могу бити синтетичке (вештачке) или природне од праве косе дониране или од фондација или од берберница или фризерских салона.